# Идиопатическое заболевание
Идиопатическое заболевание — это любое заболевание с неизвестной причиной или механизмом очевидного спонтанного происхождения . Слово образовано от греч. ἴδιος idios ‘свой’ и πάθος pathos ‘страдающий’ и означает примерно «заболевание себе подобного». При некоторых других заболеваниях первопричина часто бывает не установлена, например в случае очагового сегментарного гломерулосклероза или анкилозирующого спондилоартрита; большинство таких случаев считаются идиопатическими . Определенные медицинские идиопатические состояния, особенно некоторые формы эпилепсии и инсульт, предпочтительно описывать синонимичным термином криптогенный .

## Явление и достижения медицины
Достижения медицины улучшают понимание причин и классификацию болезней. По мере того как обнаруживается больше основных причин возникновения болезней и выясняются причины событий, которые казались спонтанными, процент случаев, определяемых как идиопатические, уменьшается.

## Использование синонимов
Термин «эссенциальный» иногда используется как синоним слова «идиопатический» (эссенциальная гипертензия, эссенциальная тромбоцитемия, эссенциальный тремор). То же самое относится к слову «первичный» (первичный билиарный холангит, первичная аменорея), причем в таких случаях он используется, чтобы отличить от термина «вторичный» в смысле ‘вторичный по отношению к чему-либо’, т. е. вызванный каким-либо другим состоянием. Другой, менее распространенный синоним «агногенный» (греч. agno ‘неизвестный’ + gen ‘причина’) предполагает неясное происхождение в медицинской терминологии (агногенная миелоидная метаплазия).
Слово «криптогенный» (греч. crypto ‘скрытый’ + gen ‘причина’) имеет смысл, синонимичный идиопатическому , и смысл, противопоставленный ему. В некоторых классификациях заболеваний предпочтение отдается использованию синонимического смысла слова «криптогенный», например при криптогенном инсульте  и криптогенной эпилепсии . Использование слова «криптогенный» также применимо в случаях, когда предполагается, что причина происхождения заболевания проста и будет найдена в будущем.
Некоторые врожденные состояния являются идиопатическими, тогда слово «идиопатический» используется как синоним слову «врожденный». Однако слово «врожденный» предпочтительнее использовать для состояний, к которым применимо буквальное значение: то есть для патофизиологий, существующих с неонатального периода.

## Синдром неустановленного происхождения
Термин «синдром неустановленного происхождения» (англ. syndrome without a name, SWAN) используется, когда считается, что у ребенка или молодого человека есть генетическое заболевание, и тестирование не смогло подтвердить его генетическое происхождение. Считается, что около половины (50 %) детей с нарушениями обучаемости и примерно 60 % детей с врожденными нарушениями (инвалидностью, проявляющейся с рождения) не имеют окончательного диагноза, объясняющего причину их трудностей .

## Смотрите также
- Диагноз исключения
- Эмболический инсульт неустановленного происхождения
- Функциональное расстройство
- Идиосинкразическая реакция на лекарство
- Лихорадка неизвестного происхождения

## Внешние ссылки
- Определение термина «идиопатическое заболевание» в Викисловаре